# Berta Bornstein
Pour les articles homonymes, voir Bornstein.
Berta Bornstein, née en 1899 à Cracovie et morte en 1971 dans le Maine, est une psychanalyste américaine, spécialisée dans la psychanalyse des enfants.

## Biographie
Ses parents s'installent peu après sa naissance à Berlin où son père est ingénieur, elle est la cadette de quatre enfants (deux frères et une sœur, Steff Bonstein, elle aussi analyste,. Elle est d'abord éducatrice pour enfants handicapés puis dès sa vingtième année entame une formation analytique avec Hans Lampl et Edward Bibring. Elle participe au séminaire de l'enfant dirigé par Otto Fenichel de 1924 à 1939 à l'Institut psychanalytique de Berlin.
Berta Bornstein quitte l'Europe avant la seconde guerre mondiale et s'établit à New York. Elle enseigne à l'Institut de psychanalyse de New York, à la clinique Menninger et à l'université Yale. Elle est membre de la New York Psychoanalytic Society et de la Société psychanalytique de Philadelphie.
Berta Bornstein a apporté des techniques novatrices pour la psychanalyse d'enfants. 